# República Galáctica
Dentro del universo ficticio de la saga de Star Wars, la República Galáctica, también conocida como La República —o en retrospectiva como la Antigua República después de su desaparición—, es una entidad política que ha gobernado durante miles de años la Galaxia en donde transcurren los acontecimientos de la saga creada por George Lucas. En la trilogía original, es brevemente mencionada tanto por el Jedi exiliado Obi-Wan Kenobi como por el Grand Moff Tarkin como predecesora del maligno Imperio Galáctico. Mientras que en la trilogía de precuelas, se conoce mucho más sobre ella y su funcionamiento. 
Durante las precuelas, La República es mostrada como un sistema parlamentario, conformado por un Senado Galáctico cuyos miembros representan a los diferentes sectores y planetas de la Galaxia (aunque existan sectores o planetas que no están regidos por la República como Tatooine o el Espacio Hutt). El Senado se encarga del establecimiento de las cortes y sistemas judiciales; al mismo tiempo, escogen a su jefe de Estado quien gobierna a la República en nombre del Senado, el cual ostenta el título de Canciller Supremo. Hasta el inicio de las Clone Wars, la República no disponía de un ejército propio, pero trabajaban en conjunto con la Orden Jedi, una organización de caballeros, usuarios de la Fuerza, quienes fungían como «los guardianes de la paz y la justicia en toda la galaxia». 
Si bien las películas presentan a la República como un gobierno democrático y bien intencionado, esta se encuentra fuertemente atada a muchas capas de burocracia, corrupción e incompetencia, tal como se muestra en la La amenaza fantasma al mostrarse incapaces de manejar la crisis del planeta Naboo con la Federación de Comercio (cuyos jefes empresariales han sobornado a buena parte del senado), lo que obligó a su Reina Padmé Amidala y los jedi Qui-Gon Jinn y Obi-Wan Kenobi a resolver el problema por iniciativa propia. El senador de Naboo Palpatine, aprovechándose del conflicto que sufre su planeta, se hace elegir como nuevo Canciller. En el Ataque de los clones, el Senado le confiere a Palpatine poderes de emergencia quien los utiliza para establecer un ejército de clones (que ya estaba formado en secreto), declarar la guerra a un movimiento de planetas y sectores descontentos que buscan separarse de la República conocidos como los separatistas, liderados por el conde Dooku —y el propio Palpatine quien usa su identidad secreta de señor oscuro de los Sith Darth Sidious—. Finalmente, en la Venganza de los Sith, al manipular a los soldados clones y convertir al caballero jedi Anakin Skywalker en su nuevo aprendiz Darth Vader, logra destruir a casi toda la Orden Jedi, además de traicionar a los líderes separatistas —quienes son asesinados por Vader— al dejar de serle útiles. Una vez vencidos los jedi y los separatistas, Palpatine reorganiza la República en el Imperio Galáctico como una monarquía absoluta y totalitaria, cuyo Senado gradualmente queda desprovisto de todo poder y autoridad hasta su completa disolución, lo cual es mencionado en Una nueva esperanza por Tarkin.
Durante el régimen imperial, muchos senadores, habitantes inconformes, y jedis exiliados deciden crear células de resistencia en contra del Imperio por toda la galaxia, las cuales se unen con el tiempo para fundar la Alianza Rebelde quienes combaten y —con la ayuda del Jedi Luke Skywalker y su redimido padre Anakin— derrotan a Palpatine y su Imperio en la Batalla de Endor. Después de Endor, los rebeldes forman la llamada Nueva República, cuyo objetivo principal es restaurar la democracia y la libertad a sus habitantes. Años después, la Nueva República es casi aniquilada por la Primera Orden ―una organización formada por remanentes del Imperio― tal como se ve en la trilogía de secuelas, películas producidas por Disney. 
George Lucas, mientras concebía la saga de Star Wars en los años setenta, ya había establecido la existencia de una antigua República la cual fue transformada en un imperio tiránico el cual debía ser combatido por los protagonistas de su historia. Lucas se inspiró en eventos del mundo real o estados que existieron en el pasado, como la Antigua Roma y su transformación de República a Imperio bajo las acciones de Augusto; o la República de Weimar la cual fue convertida en un régimen totalitario como la Alemania nazi bajo las manipulaciones de Adolf Hitler y su partido político. Sin embargo, muchos analistas y cinéfilos también han señalado otros elementos o eventos que pudieron inspirar a Lucas en la creación de su ficticia República Galáctica, además de la influencia que ha tenido en otras historias de ficción.

## Historia ficticia

### Antes de las precuelas
Tanto en el canon de Disney como en el antiguo universo expandido (conocido como Leyendas a partir del año 2014), se estableció que la República Galáctica original fue creada aproximadamente 25.000 años antes de los acontecimientos de La amenaza fantasma. Además, en Leyendas, se explica que antes de la Antigua República existieron otras civilizaciones que ya habían establecidos distintos sistemas de gobierno como el Imperio infinito de los Rakata, quienes gobernaron la galaxia unos cinco mil años antes de la fundación de la República. Al mismo tiempo, existieron otros pueblos antiguos como los sabios Kwa o la orden Jedai (antecesores de los Jedi) quienes eran usuarios de un poder especial que sería identificado con el tiempo como La Fuerza. Cuando el Imperio infinito desapareció, los mundos que estaban el núcleo de la galaxia (en su mayoría humanos) se unieron para formar un sistema de gobierno democrático el cual empezó a expandirse por toda la galaxia y sería reconocido como la República. Entre sus miembros fundadores destacaron planetas como, Alderaan, Chandrila, Corellia, Duro, y el planeta ecumenópolis Coruscant; está última fue designada como la capital de la República hasta la Trilogía de secuelas de Disney cuando fue transferida a Hosnian Prime.
La Orden Jedi fue fundada casi al mismo tiempo que la Antigua República, por lo que inmediatamente se asociaron y sirvieron con la República durante miles de años como «los guardianes de la paz y la justicia».  Mucho tiempo después, entre siete a cinco milenios antes de los acontecimientos de Una nueva esperanza, los Jedi sufrieron un cisma entre sus miembros, puesto que algunos de ellos consideraban que era mejor seguir el lado oscuro de la Fuerza y se rebelaron contra sus líderes quienes rechazaban el lado oscuro. Este conflicto ―que dividió a la Orden por motivos ideológicos― marcó el inicio de un periodo conocido como los Cien años de Oscuridad, con la facción rebelde finalmente derrotada y exiliada de la República al espacio inexplorado, lo que a la larga resultó en la formación de los Sith. En un momento dado, los Sith construyeron un santuario oscuro en Coruscant el cual fue reconvertido por los Jedi en un templo y su cuartel general para contrarrestar su poder maligno.

Imagen del emblema de los Sith en los tiempos de la Antigua República, estos se constituyeron en los mayores enemigos de la República y los Jedi.

Durante sus primeros años de existencia, la Antigua República ―gracias a los viajes hiperespaciales― inició un periodo de exploración y colonización más allá de los mundos del núcleo que ayudaron a expandir sus fronteras. Además, muchos planetas y razas se unieron a la República con los mismos derechos y obligaciones que sus miembros fundadores.  
La República durante toda su historia tuvo que lidiar con numerosos conflictos y enemigos, desde los Hutts, los antiguos guerreros mandalorianos, el imperio de esclavistas Zygerrianos, etc. Sin embargo, sus mayores enemigos fueron sin duda alguna los Sith, quienes tanto en el canon como en Leyendas, libraron numerosas guerras en contra la República, pero finalmente fueron destruidos —tanto por los Jedi como por sus propios miembros, siempre propensos a la traición— hasta quedar un solo sobreviviente, Darth Bane, quien decidió ocultarse de los Jedi además de reformar la orden de los Sith a solo dos miembros por generación. Mientras que la República como los Jedí se reorganizaron y restructuraron, los Sith permanecieron ocultos durante ese periodo de tiempo.
Desde la derrota de los Sith hasta su resurgimiento con Darth Sidious y Darth Maul, la República disfrutó de un periodo de paz y prosperidad de mil años. En el canon de Disney, se estableció el periodo conocido como la Alta República en el que tanto la orden Jedi como la República se encuentran en su mayor época de esplendor, especialmente enfocados en la navegación y descubrimientos de nuevas rutas. Sin embargo, se ven obligados a lidiar con la amenaza de un grupo terrorista conocidos como los Nihil quienes provocan múltiples ataces y disturbios en el borde Exterior de la Galaxia. Más adelante, la Orden Jedí también se vio involucrada en un incidente grave que involucró a dos hermanas gemelas y la muerte misteriosa de muchos de sus miembros a manos de un jedi oscuro y renegado llamado Qimir, tal como se ve en la serie The Acolyte, unos cien años antes de la época de Palpatine.

### En las precuelas
En el rastreo de apertura de La amenaza fantasma, se establece que existe una disputa entre las organizaciones y empresas con el Senado debido a la imposición de impuestos a las rutas comerciales, además de que la Federación de Comercio —aprovechándose de su poder comercial y militar contra los sistemas fuera del núcleo— invadió y ocupó el pacífico planeta de Naboo sin que el Senado pudiera hacer nada al respecto. En consecuencia, el Canciller Supremo Valorum solicitó en secreto la intervención de la Orden Jedi, a lo que está envió a los caballeros Qui-Gon Jinn y Obi-Wan Kenobi y verificar en cómo estaba el conflicto y resolverlo de manera pacífica. Sin embargo, cuando los Jedi llegaron al planeta, estuvieron a puntos de ser asesinados por orden de los líderes de la Neomodianos de la Federación —quienes en secreto tenían un pacto con el señor oscuro de los Sith, Darth Sidious—. Los dos Jedi rescatan a la reina de Naboo Padmé Amidala a quien llevan —después de hacer una parada temporal en el planeta Tatooine— a Coruscant para que ella pueda exponer la situación de su planeta al Senado, solo para descubrir que parte de los senadores están comprados por la Federación, lo que combinado con la falta de resolución de Valorum, le dejan en claro que no harán nada por su planeta. Una frustrada Amidala, quien ya había sido aconsejada por el senador de su planeta Palpatine de hacerlo, solicita una moción de censura en contra de Valorum —cuya carrera política ya estaba en declive— para buscar un líder más fuerte. Más adelante, la reina decide regresar a Naboo y liberar a su planeta de la Federación de comercio, cosa que logra con la ayuda de los Jedi, los gungans, además de un niño recién liberado de la esclavitud en Tatooine llamado Anakin Skywalker. Una vez terminado el conflicto, la reina descubre que Palpatine, fue elegido nuevo Canciller supremo, sin saber que este es en realidad el mismo Darth Sidious, el cual orquestó todo desde las sombras con tal de aprovechar dicho conflicto para llegar al poder.

Imagen del emblema de la Confederación de Sistemas Independientes, quienes se convirtieron en la mayor amenaza para la República en el tiempos de las precuelas.

Insatisfechos con los problemas de la República, un gobierno al que consideran ineficaz, los altos impuestos y el favoritismo percibido hacia los mundos del Núcleo sobre los planetas de los Borde Medio y Exterior, muchos de estos últimos formaron la Confederación de Sistemas Independientes (en inglés Confederation of Independent Systems o por sus siglas CIS). La Confederación estaba dirigida en apariencia por el ex Maestro Jedi Conde Dooku, aunque en realidad quien estaba al mando era el mismo Palpatine como Sidious. Dooku ganó mucha popularidad entre los críticos de la República después de su mordaz discurso en el planeta Raxus en donde denunció la corrupción de la República, lo que llevó a muchos sistemas a ponerse de su lado y formar la CIS, quienes también serían conocidos como Los separatistas. La Confederación se convirtió en una enorme amenaza para la República después de que algunas de las megacorporaciones de la galaxia se aliaran con ellos, ya que poseían vastos recursos y ejércitos privados de droides de batalla. En consecuencia, se propuso un proyecto de ley para la formación de un ejército permanente, oficial y central para la República con el que oponerse a la amenaza separatista. Mientras que algunos miembros pacifistas muestran su oposición por temor a una guerra, otros mostraron su apoyo a la iniciativa.
La senadora y ex reina de Naboo, Padme Amidala, viaja a Coruscant para dar su postura respecto a la formación de un ejército militar. Sin embargo, sufre un atentado que casi acaba con su vida, lo que desencadena los acontecimientos que se ven en El ataque de los Clones. En dicho filme, se le asigna a la senadora un guardaespaldas personal, el cual resulta ser el joven padawan Jedi Anakin Skywalker, con quien que acaba teniendo una relación romántica que culmina en el matrimonio ―realizado en secreto— de ambos. Mientras tanto, el maestro jedi Obi-Wan Kenobi se encarga de investigar el origen de los atentados en contra de Amidala, lo que al final lo lleva a viajar al planeta Kamino en donde descubre que un ejército de clones ya había sido creado en secreto desde hace diez años. Este ejército fue encargado diez años atrás —sin autorización del consejo jedi o el Senado— por el Maestro Jedi Sifo-Dyas, quien había percibió el caos que se desencadenará en la galaxia. Alertados por Kenobi, y a iniciativa del sustituto de Padme en el Senado Jar Jar Binks, el Senado le otorgó al Canciller Palpatine poderes de emergencia para combatir a los separatistas a lo que este aceptó con aparente reticencia. Su primer acto con estos poderes especiales fue el establecimiento del ejército de clones de Kamino para servir a la República cuando quedó claro que los separatistas no tenían intención de negociar o dialogar. La Orden Jedi, liderada por el maestro Mace Windu, acuden al rescate de Kenobi, Skywalker y Amidala quienes habían sido capturado por Dooku y los separatistas en el planeta Geonosis próximos a ser ejecutados. El rescate culmina con la batalla de Geonosis y la primera intervención militar de los clones lo que marca el inicio de la guerra de los clones. 

#### La guerra de los clones y la caída de la República

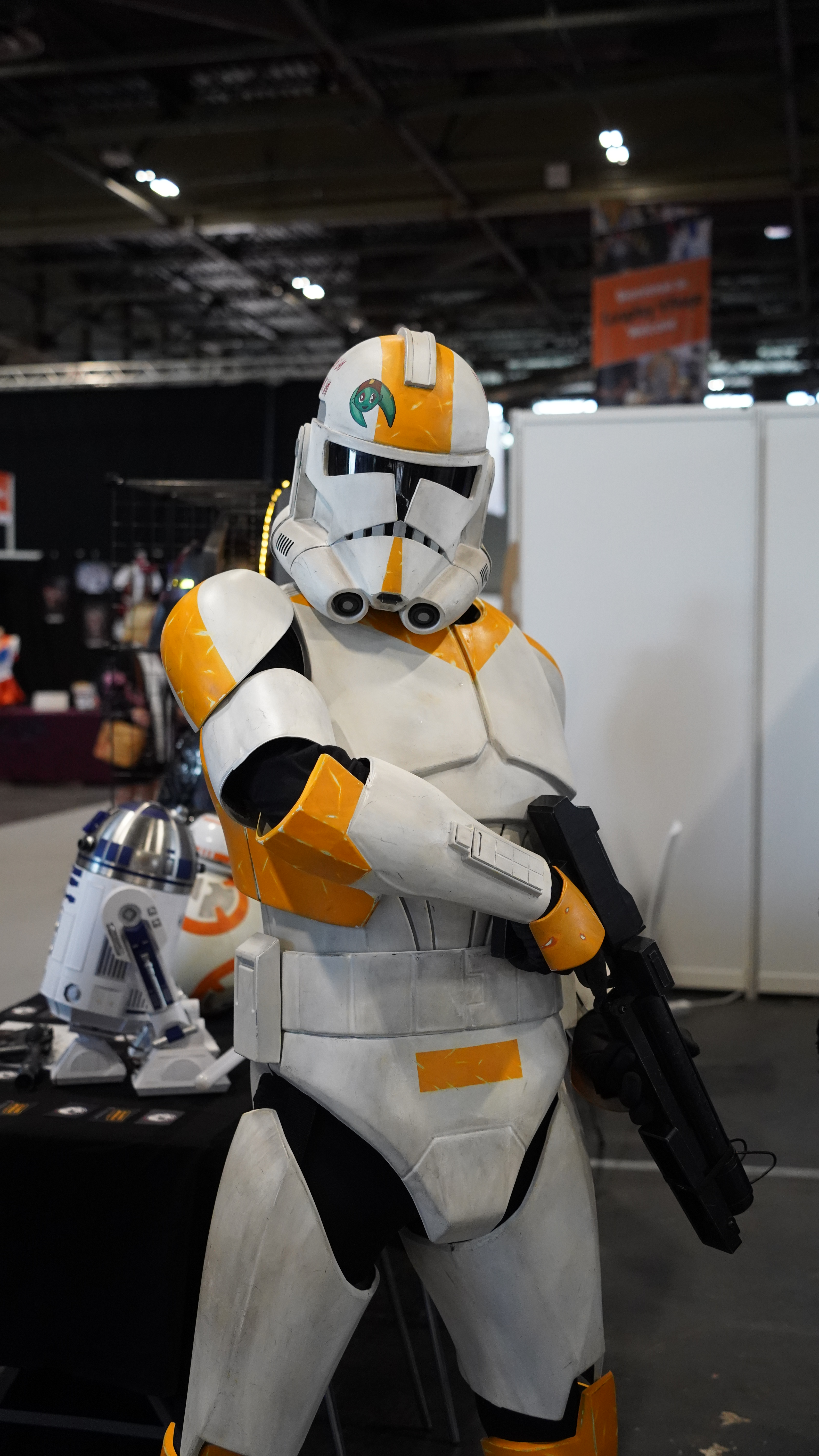
Imagen de un cosplayer vestido de soldado clon. Estos soldados fueron la columna vertebral del ejército de la República para combatir a los Separatistas.

A pesar de la alta calidad de sus armamentos y de sus tropas clones, el esfuerzo bélico de la República inicialmente se vio obstaculizado porque la mayoría de las principales empresas industriales de la galaxia, bajo la égida de la Unión Tecno, se habían puesto del lado de la Confederación. Sin embargo, la rápida militarización de la República supervisada por el Canciller Supremo Palpatine, tuvo efectos de gran alcance. Si bien la CIS poseía la ventaja táctica y estratégica, ganando muchas batallas al inicio de la guerra, la República se defendió con éxito de los ataques separatistas. Bajo el liderazgo de los Jedi, el ejército de clones empezó a ganar muchas batallas ofensivas en el Borde Medio, empujando a las fuerzas separatistas de regreso al Borde Exterior en donde el conflicto se volvió muchos más cruento. A las Separatistas se les une el general Grievous, un ser humanoide biónico entrenado en todas las artes de combate Jedi por Dooku y una gran capacidad de mando militar que empieza a ser un problema para los jedi, con algunos de ellos empezando a resentir su papel en el conflicto.
Durante la guerra, Palpatine —quien había sido designado como comandante supremo del ejército de clones— recibió mucho más poderes de emergencia lo que lo hacía depender menos del Senado y conducir la guerra con mayor libertad,esto se realizaba bajo la justificaron de aumentar la seguridad y la eficiencia del gobierno en tiempos de guerra. Con el tiempo, Palpatine y su gabinete de gobierno —como algunos de sus oficiales militares como Tarkin— obtuvieron suficiente poder político para igualar al del Senado, algo que empezó a provocar inquietud entre los Jedi y algunos senadores. En consecuencia, casi al final de la guerra, algunos miembros del Senado ―entre los que destacan Amidala de Naboo, Bail Organa de Alderaan, y Mon Mothma de Chandrila― formaron la delegación de los 2000 para solicitarle, sin éxito, al Canciller que renunciara a sus poderes de emergencia al terminar la guerra. Los Jedí también empiezan a sospechar mucho más del origen de los clones y de una conspiración que secretamente se está forjando en contra de ellos. 

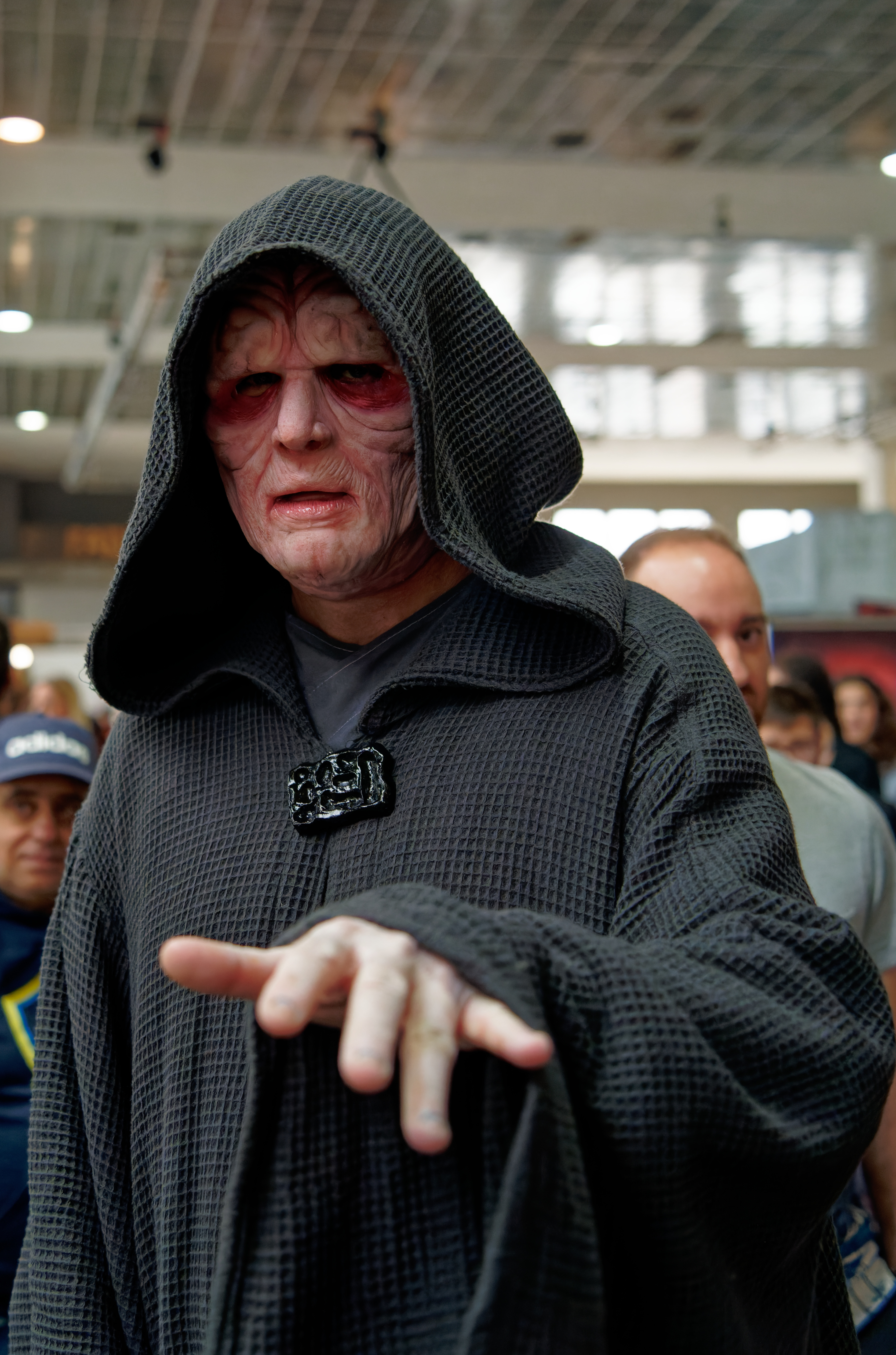
Imagen de un cosplayer vestido del emperador Palpatine, quien fue el que orquestó la guerra de los clones para gobernar la galaxia y destruir a los Jedi.

Los separatistas en un último y desesperado intento de ganar la guerra, atacan la capital de Coruscant y secuestran al canciller, esto lleva a los acontecimientos del filme La venganza de los Sith en donde los Jedi Obi-Wan Kenobi y Anakin Skywalker rescatan a Palpatine, mientras que Dooku muere a manos del joven Skywalker aunque Grievous logra escapar. La tensión entre Palpatine y los Jedi aumenta debido al creciente poder de Palpatine. Tanto los Jedi como una parte del Senado, sospecha que Palpatine no renunciaría a sus poderes de emergencia ni su posición, la cual ha ejercido en un tiempo mucho mayor lo permitido por la ley. Finalmente, Grievous es localizado en el planeta Utapau, por lo que envían al general Kenobi quien logra acabar con la vida del general separatista. Anakin es enviado a informar al Canciller, allí descubre que Palpatine es en realidad Darth Sidious ―el Sith detrás de la guerra―, por lo que los Jedi decidieron que debían eliminarlo mediante un golpe de Estado. Un pequeño grupo de Jedi experimentados liderados por Windu intentó arrestar a Palpatine bajo cargos de traición y conspiración. Palpatine se finalmente se revela como señor oscuro de los Sith, mata a los jedi con excepción de Windu a quien enfrenta en un duelo con sables de luz; aunque Windu parece haber vencido al Sith, es detenido por Anakin en el último momento, salvando la vida de Palpatine quien aprovecha el momento y elimina a Windu. Skywalker, quien desea salvar la vida de su esposa Padme a de una posible muerte que tuvo como visión del futuro, acepta unirse a los Sith y seguir el lado oscuro de la Fuerza como nuevo discípulo de Palpatine quien le otorga el título de Darth Vader. Poco después, Palpatine emitió la secreta Orden 66 mediante la cual obliga a los clones, por medios chips inhibidores implantados dentro de sus cabezas, a matar a la mayoría de sus comandantes Jedi en lo que más tarde se conocería como la Gran Purga Jedi. Los Padawan y Caballeros Jedi que permanecieron en Coruscant fueron asesinados por Vader y la legión 501 bajo su mando. Más adelante, mientras Vader es enviado por su maestro al planeta Mustafar para matar a los líderes separatistas y terminar con la guerra, Palpatine ―usando de excusa el formar «una sociedad más segura»― reorganiza la República Galáctica, la cual es transformada en un nuevo régimen de carácter monárquico y autócrata que sería conocido como el Imperio Galáctico.

### Era imperial

Emblema del Imperio Galáctico de Palpatine.

Una vez establecido el régimen imperial, todas las instituciones, organismos y cortes judiciales fueron modificadas y renombrados para reflejar el cambio de autoridad, ya que la superestructura civil y militar de la Antigua República se revisó bajo la dirección personal del Emperador. Con vastas porciones de la galaxia aún sin conquistar, el Gran Ejército de la República se convirtió en el Ejército Imperial, mientras que la Armada de la República se convirtió en la Armada Imperial. El Senado Galáctico también fue renombrado como Senado Imperial el cual perdería más poder hasta desaparecer por completo, siendo reemplazado por los Moff y gran Moffs en el gobierno de los diferentes sectores y sistemas de la galaxia, entre los que destacaba Tarkin.
Para perseguir a los Jedi que no murieron por la Orden 66, el Imperio estableció una nueva organización conocida como los Inquisidores, la cual consistía en seres sensibles a la fuerza que han sido entrenados en las artes Jedi, pero al servicio del emperador y el lado oscuro, aunque no fuesen Sith. Dicho grupo quedó al mando de Darth Vader. En un principio, la gran mayoría de la población galáctica recibió con buenos ojos el cambio de régimen, en parte por el cansancio hacía la guerra de los clones, esperando una nueva era de paz, prosperidad y seguridad en galaxia tal como Palpatine lo prometió. Pero, con el tiempo, el Imperio empezó a mostrar signos de autoritarismo y xenofobia hacía las razas no humanas; asimismo, muchos planetas como Raxus, Geonosis, u otros que habían apoyado a los separatistas fueron reprimidos con brutalidad. Mientras que otros como Lothal o Kessel, el Imperio empezó drenar todos sus recursos. Incluso, el régimen imperial fue mucho más lejos, orquestando masacres de civiles inocentes como las de Antar y Ghorman.
El antiguo ejército de la República también experimentó una reforma radical, empezando con el reemplazo de los clones por soldados regulares con el propósito de abaratar los costes, así como otros rubros para financiar la construcción de la Estrella de la Muerte (la cual había comenzado en secreto). Los clones gradualmente fueron dejados de lados, sin recibir ninguna compensación por sus servicios en la guerra, muchos de ellos cayeron en la depresión o indigencia; otros como el capitán Rex (excompañero de Anakin en la guerra) y el comando especial de clones conocido como el Bad Batch, se ocultaron del Imperio y formaron pequeñas células de resistencia.
Conforme avanzaba la opresión imperial en muchos planetas, muchos grupos de resistencias empezaron a formarse, los cuales provenían de orígenes tan variados, desde senadores como Bail Organa, Mom Mothma y la senadora de raza pantoriana Riyo Chuchi ―quien fue la única que abogo por darles un futuro a los clones fuera de la guerra―. Hasta jedis exiliados como Cal Kestis en el juego Jedi Fallen Order, Kanan Jarrus de la serie Star Wars Rebels, o la ex padawan de Skywalker, Ahsoka Tano. En la continuidad de leyendas, se destacó el personaje de Galen Marek, quien fue aprendiz Sith de Darth Vader, pero abandonó el lado oscuro de la fuerza y decidió combatir en contra del Imperio al punto de sacrificar su vida para proteger a los líderes de la rebelión; estos en homenaje a Marek, adoptaron el emblema de su familia como símbolo de la futura Alianza Rebelde. Mientras que en las regiones más allá del núcleo, se formaron diversos grupos de resistencia, algunos más extremistas que otros como Cassian Andor y Saw Gerrera.
Con el tiempo todas estas facciones se unirían para formar lo que llegó a ser la Alianza para Restaurar la República ―o más conocida como la Alianza Rebelde―, un grupo paramilitar heterogéneo cuyo objetivo principal es el derrocamiento del Imperio y restaurar la Antigua República con sus valores democráticos. En principio, las acciones de los rebeldes se limitaban a sabotear todas las bases o gobiernos imperiales en la medida de sus fuerzas, especialmente aquellos que oprimen a la población de la forma más tiránica. Sin embargo, el primer gran punto de inflexión vino con la batalla de Scarif, en donde un grupo rebelde comandados por Cassian Andor y Jyn Erso logran robar los planos de la Estrella de la Muerte tal como se ve el película Rogue One. Este acontecimiento marcó el inició de la Guerra civil galáctica. 

#### Guerra civil Galáctica y caída del Imperio

Imagen del emblema de la Alianza Rebelde; en leyendas, dicho emblema fue adoptado por la familia de Galen Marek quien sacrificó su vida en el videojuego The force unleashed. En el canon de Disney, el emblema parece tener raíces en el grafiti de fénix/pájaro estelar que Sabine Wren deja en Star Wars Rebels.

Más adelante, esos planos fueron llevados por la princesa Leia Organa, hija adoptiva de Bail Organa ―pero en realidad era hija de Anakin y la fallecida Amidala—, pero fue capturada por Vader antes de llegar a su destino lo que desencadena los acontecimientos de Una nueva esperanza. En dicho film, Leia es rescatada por un joven granjero llamado Luke Skywalker —sin saber ninguno de los dos su parentesco de hermanos— con ayuda del pirata coreliano Han Solo y el viejo maestro jedi Obi-Wan Kenobi, quien sacrifica su vida a manos de Vader para que la princesa y su grupo de rescate escapen a su escondite en la luna de Yavin IV. Más adelante, la Estrella de la muerte, bajo la dirección del Grand Moff Tarkin, llega a la base con el propósito de destruirla, como anteriormente hizo con el planeta Alderaan ―matando a todos sus habitantes incluido su monarca solo para torturar a Leía―. Sin embargo, con los planes en sus manos ―y conociendo el punto débil la estación― los rebeldes atacan la enorme estación; aunque en principio parece que serán derrotados, pero gracias al joven Skywalker y la llegada oportuna de Solo logran destruirla, matando en el proceso a Tarkin y a todo el personal de la estación con excepción de Darth Vader quien apenas logra escapar. Este acontecimiento marcó el primer gran debacle del imperio.
Durante los siguientes tres años, la guerra entre el Imperio y la rebelión se intensifica muchos más. Los rebeldes sufren numerosas derrotas como en la batalla de Hoth, vista en el filme El Imperio Contraataca; sus miembros son cada vez más acorralados, mientras que Luke se ve obligado a interrumpir su entrenamiento Jedi con el maestro Yoda para rescatar a sus compañeros atrapados en el planeta Bespin lo que termina en el enfrentamiento entre el y Darth Vader en donde el joven Skywalker descubre que Vader es su padre, además de perder una mano. Sin embargo, Luke, Leía y los demás logran escapar por lo pelos, con la sola excepción de Han Solo quien quedó congelado en carbonita para ser enviado con Jabba el Hutt. Tiempo después, Solo es rescatado por Luke, Leia, Lando Calrissian y sus leales compañeros. Más adelante, los rebeldes se reúnen ya que descubrieron que existe otra Estrella de la Muerte en construcción, por lo que deciden atacarla —sin saber que era una trampa de Palpatine— lo que da inicio a la batalla de Endor la cual culmina con una victoria decisiva para la rebelión, la destrucción de la segunda Estrella de la Muerte, y la aparente muerte del emperador Palpatine a manos de un redimido Anakin Skywalker quien también fallece en defensa de la vida de su hijo Luke, tal como se muestra en el filme El Retorno del Jedi.

### Nueva República
Nota: A partir de los acontecimientos ocurridos después de la muerte de Palpatine y la celebración de la galaxia por su derrocamiento, se han establecido dos continuidades que narran historias totalmente diferente respecto al papel y destino final de Luke, Han, Leía y los demás personajes de la franquicia. La primera es el Canon establecido por Disney establecido a partir del 2014, que representa la continuidad oficial de la historia, con todos los relatos, revistas, libros y demás productos que forma un nuevo universo expandido, cuyos acontecimientos se relacionan o giran en torno a la Trilogía de secuelas realizada por Lucasfilm bajo la dirección de Disney. La otra continuidad se formó a partir de los productos que habían salido desde 1977 hasta la compra de Lucasfilm por Disney en 2012. Todas estas historias fueron redefinidas como Leyendas y no forman parte alguna de la continuidad oficial de Disney.

## Instituciones y división Administrativa

### Senado Galáctico
La República Galáctica consiste en un sistema Sistema parlamentario, conformado por un Senado Galáctico, por lo que representaba el Poder legislativo de la República. Muchos mundos miembros de toda la galaxia estaban representados en el Senado, que tenía su sede en Coruscant, capital de la República. En su apogeo, el poder del Senado era mayor al del Canciller Supremo, pero también se había estancado bajo la corrupción desenfrenada y las capas de burocracia. A medida que más políticos se enamoraron de las comodidades de su cargo, priorizando el poder y la riqueza sobre las necesidades de sus electores, los ciudadanos promedio se preguntaron si la República y sus altos impuestos valían la pena ser miembros. Los Jedi también habían desconfiado de los senadores y consideraban sus motivos con escepticismo, a pesar de la lealtad de la Orden al Senado en su conjunto. 
Con el Senado paralizado por luchas políticas internas y un estricto cumplimiento del protocolo, no logró resoluciones rápidas ni para la Invasión de Naboo ni para la Crisis Separatista.  En lugar de una solución diplomática, el Senado se unió bajo el liderazgo del Canciller Palpatine. Sin embargo, la decisión de otorgarle poderes de emergencia erosionó su autoridad, lo que permitió a Palpatine acumular aún más poder a expensas del Senado. En el momento de las Guerras Clon, el Senado estaba dividido entre los partidarios del esfuerzo bélico y los pacifistas que buscaban un final pacífico a la lucha. 

### Poder judicial
El Departamento Judicial era un departamento paraguas sobre los tribunales de la República, incluida la Corte Suprema, el tribunal de justicia más alto de la República. Su autoridad también se extendía a las Fuerzas Judiciales y a la Oficina de Investigaciones Criminales de la República. Sin embargo, al igual que su contraparte legislativa, los tribunales estaban sumidos en una terrible burocracia estancada y se sabía que eran aún más indecisos que el Senado, tal como Palpatine se lo indicó a la reina Amidala cuando esta consideró recurrir a ellos en vez del Senado. Incluso, cuando líder de la Federación de Comercio, el neomodiano Nute Gunray, fue juzgado en la Corte Suprema, esta no lo condenó a pesar de la evidencia contundente en su contra, para consternación del gobierno de Naboo.

### Canciller Supremo
El Senado tenía la capacidad de escoger a su líder por mayoría calificada. Dicho líder era conocido como el como el Canciller Supremo, cuyo gabinete de gobierno se le denominaba como la Oficina del Canciller; esta oficina conforma el Poder ejecutivo. Aunque dicho cargo ―durante la época de La amenaza fantasma― era en gran medida impotente y se veía obstaculizado por procedimientos burocráticos, particularmente durante la cancillería de Finis Valorum. Sin embargo, el Canciller tenía la autoridad para emitir orden ejecutiva ―como el Presidente de los Estados Unidos en la vida real―, convocar al Senado a una sesión de emergencia o enviando senadores fuera de Coruscant por razones de seguridad; incluso como último recurso, recurrir a la ayuda de lo Jedi en casos de extrema necesidad.
Sin embargo, el gobierno de Palpatine cambió el equilibrio de poder a favor de la oficina del Canciller, una consecuencia de los poderes especiales que recibió del Senado en vísperas de la Guerra de los clones. A medida que el conflicto se extendía por toda la galaxia, la cancillería de Palpatine se tornó en una dictadura con control sobre los tribunales del Senado y la República. Cerca del final de la guerra, el canciller nombró a Anakin Skywalker como su propio representante personal en el Alto Consejo Jedi, lo que los Jedi consideraron un ejercicio excesivo de su autoridad. Para entonces, Palpatine se había excedido demasiado tiempo en el mandato, con un poder cara vez mayor, aunque tuviese el apoyo de la mayoría del Senado. 

### División administrativa
La República Galáctica se dividía en Regiones, las cuales a su vez estaban conformadas por Sectores, los cuales podrían abarcar una gran cantidad de sistemas estelares (como el Sistema solar en la vida real).

## Recepción y análisis
La historia del ascenso, caída y resurrección de la República Galáctica se ha comparado con las de la República Romana del mundo real, y con la Alemania de Weimar. La historia de su "caída y redención" también ha sido comparada con la de Anakin Skywalker.
Brake y Chase (2016) compararon la colonización hipotética de los Mundos del Núcleo por humanos de Coruscant con el estado de la colonización espacial por humanos de la Tierra, que había dado su primer paso con el programa Apolo de la NASA entre 1961 y 1972, justo antes de que George Lucas creara Star Wars.  También argumentan que Lucas ofrecíó una solución a la paradoja de Fermi ya que, en la mayoría de «las películas de Star Wars», la galaxia es o fue conquistada/colonizada y sometida por un gobierno central de la República, con bastante rapidez por los humanos expansionistas de los Mundos del Núcleo. Esto poco después de que adquiriesen la tecnología necesaria para los viajes interestelares. Sin embargo, aún hay grandes regiones desconocidas inexploradas que simplemente están demasiado lejos de los mundos centrales, de manera que no han sido completamente explorados, ya que la exploración de las regiones desconocidas es peligrosa, y por lo tanto tampoco se han logrado colonizar. Es por ello que es posible que el sistema solar también esté situado «en la versión de las regiones desconocidas de la Vía Láctea», incluso si hay otras especies en la Vía Láctea, estas pueden haber iniciado una Guerra de las galaxias, «al igual que la República o el Imperio Galáctico». La Tierra y su civilización humana han estado hasta ahora en un territorio de viajes hiperespaciales peligroso e inexplorado (desde el punto de vista de esa civilización galáctica), y los propios humanos todavía están demasiado limitados tecnológicamente para hacer contacto con él.
Silvio (2007)—y algunos analistas— plantean que las películas de Star Wars deben entenderse  influenciadas por la época en la que fueron creadas.  La trilogía precuela donde se describió por primera vez la República Galáctica fue influenciada por la presidencia de George W. Bush, incluida la guerra contra el terrorismo, la guerra de Irak y el aumento del aparato de seguridad estadounidense con la Ley Patriota. La frase de Anakin Skywalker a su maestro Obi Wan antes de enfrentarlo, «si no estás conmigo, entonces eres mi enemigo», es un eco de la dicotomía de Bush en la guerra contra el terrorismo: «...o están con nosotros o están con los terroristas». Según el sitio web de tendencia progresista Vox, George lucas confirmó que la frase de Padmé Amidala, «Así es como muere la libertad... entre fuertes aplausos», invoca la aprobación por parte de la administración Bush de la Ley Patriota y las guerras en Irak y Afganistán sin escrutinio público.